# Polyopisthocotylea
Les Polyopisthocotylea sont une sous-classe à l'intérieur des Monogenea, un groupe de Plathelminthes parasites.
Les Polyopisthocotylea sont principalement des parasites de branchies de poissons marins, mais une famille (les Polystomatidae) est parasite de batraciens, tortues et même de l'hippopotame.
Il y a seulement deux sous-classes dans les Monogenea:
- Monopisthocotylea. "Monopisthocotylea" signifie "une seule ventouse à l'arrière": le hapteur (organe d'attachement) est simple.
- Polyopisthocotylea. "Polyopisthocotylea" signifie "plusieurs ventouse à l'arrière": le hapteur est complexe et porte plusieurs pinces ou ventouses.

## Classification
Les Polyopisthocotylea incluent les ordres suivants:
- Ordre Chimaericolidea
- Ordre Diclybothriidea
- Ordre Mazocraeidea
- Ordre Polystomatidea

## Exemple d'espèces
- Microcotyle algeriensis, (Microcotylidae) une des milliers d'espèces de Polyopisthocotylea parasites de branchies de poissons
- Diplozoon paradoxum, "symbole de l'amour parfait", avec les deux membres du couple unis par leurs tissus.
- Lethacotyle vera, parasite de Caranx papuensis, une espèce qui a perdu ses pinces.

## Galerie
Quelques espèces de Polyopisthocotylea. Toutes les espèces sont dessinées avec la tête vers le haut et le hapteur (organe d'attachement) en bas.

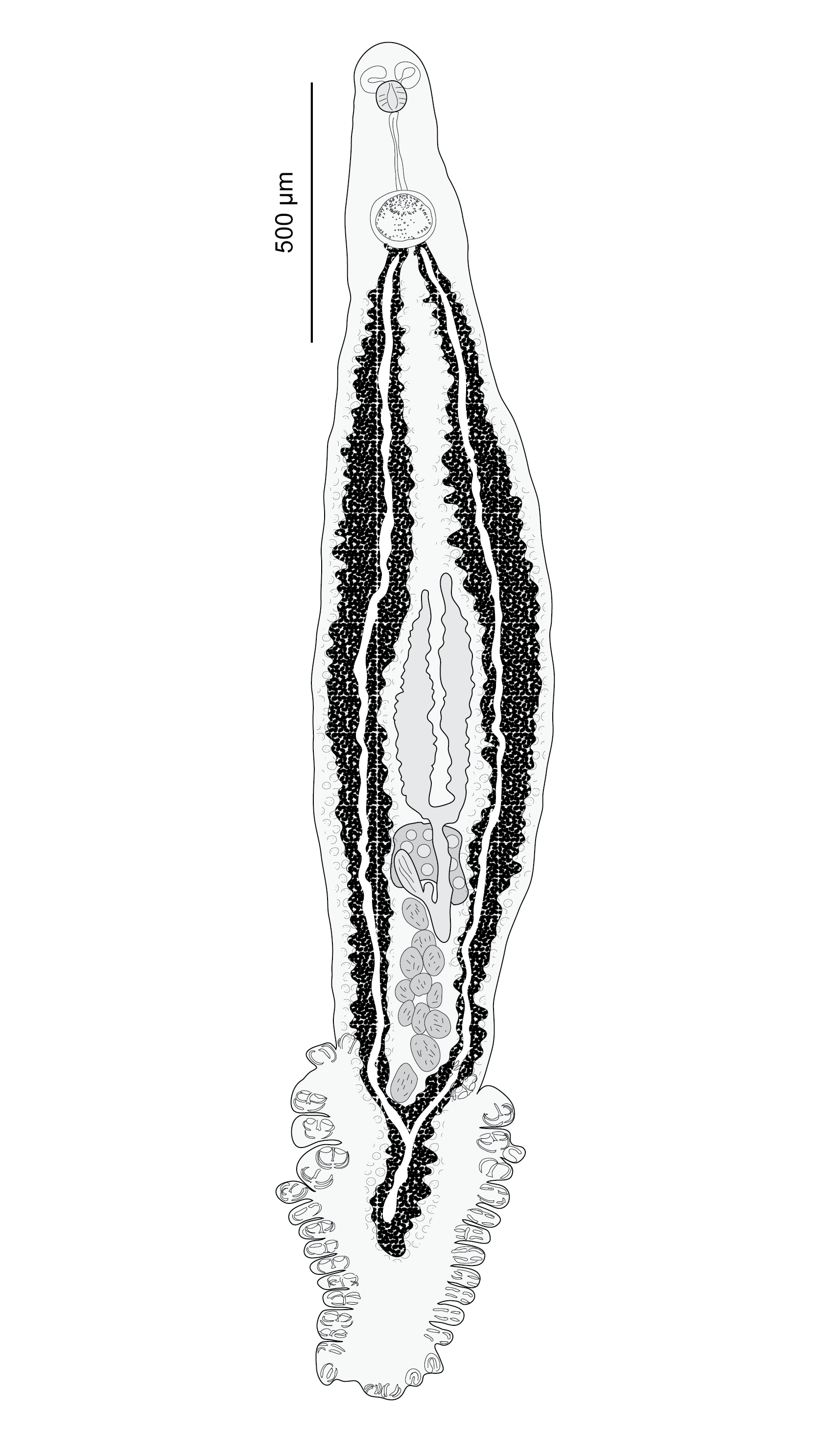
Microcotyle algeriensis (Microcotylidae)
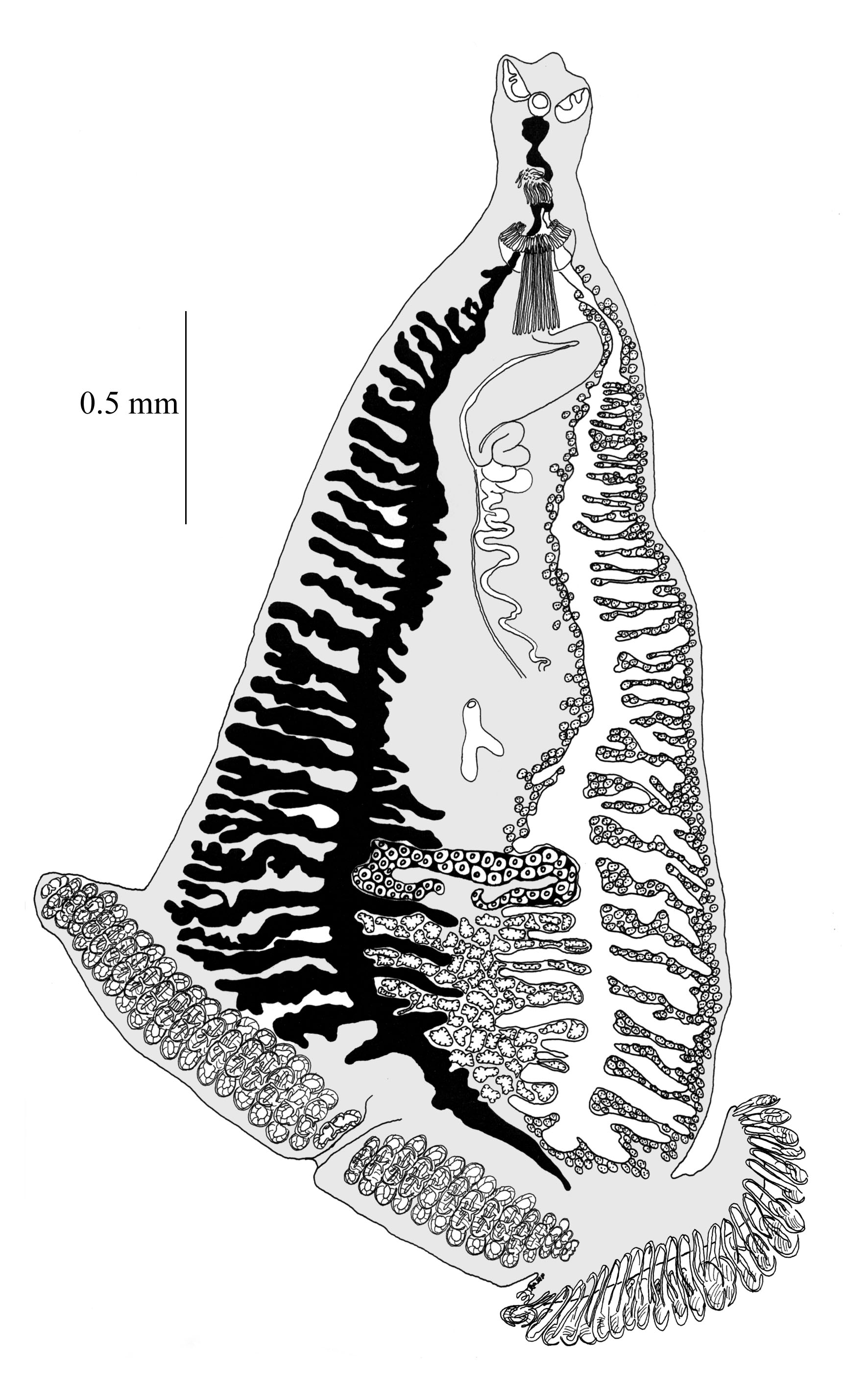
Heteromicrocotyloides megaspinosus (Heteromicrocotylidae)
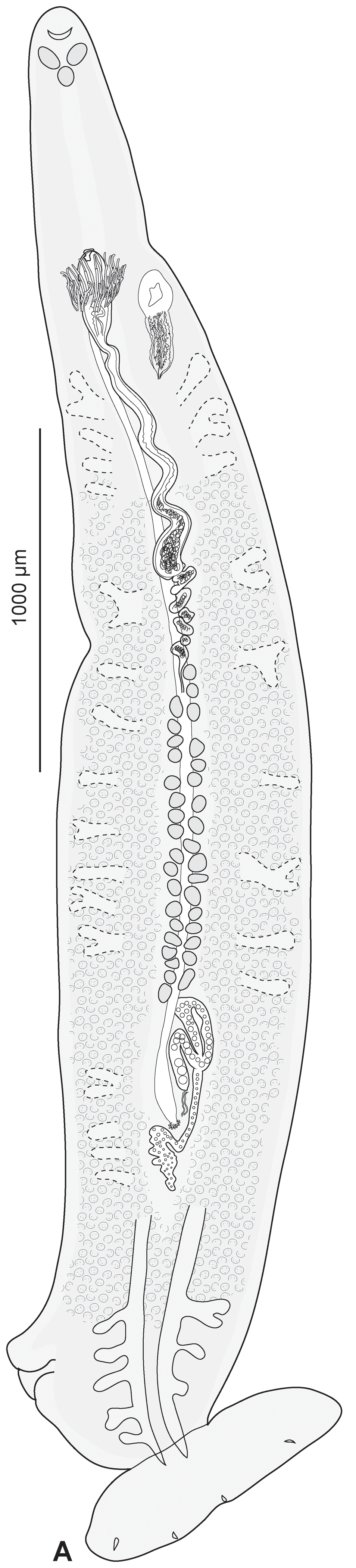
Lethacotyle vera (Protomicrocotylidae)
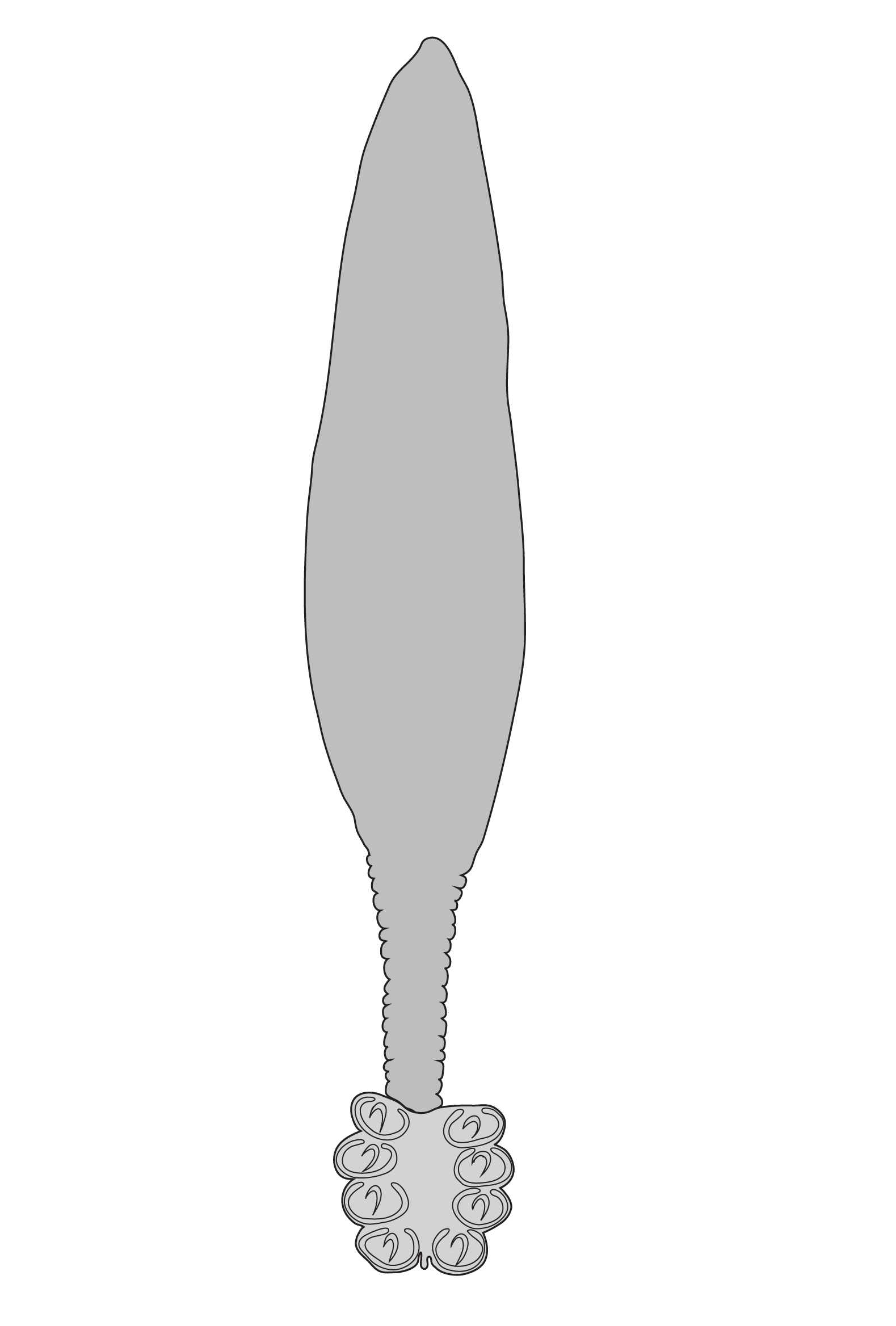
Chimaericola leptogaster (Chimaericolidae)
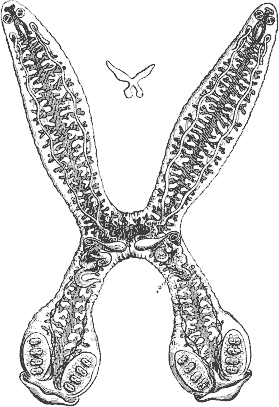
Diplozoon paradoxum (Diplozoidae)